# Rechtsstaatlichkeitsmission der Europäischen Union im Kosovo
Die Rechtsstaatlichkeitsmission der Europäischen Union im Kosovo (kurz: EULEX Kosovo) ist eine zivile Mission der Europäischen Union, in deren Rahmen zwischenzeitlich bis zu 2.000 Polizisten, Richter, Gefängnisaufseher und Zollbeamte in den Kosovo entsandt wurden. Sie sollen dem Land beim Aufbau von Polizei, Justiz und Verwaltung helfen und haben weitreichende, von der Administration des Kosovo unabhängige, Befugnisse. Sie werden von circa 1.000 ortsansässigen Personen unterstützt. Es handelt sich um eine überwiegend technische Mission, die beobachtende und beratende Funktionen ausübt. In Teilen nimmt die Mission jedoch auch exekutive Aufgaben wahr, welche justizielle und polizeiliche Maßnahmen umfassen. Die Leitung der Mission wurde im Februar 2008 zunächst dem ehemaligen französischen General Yves de Kermabon übertragen. Derzeit ist Giovanni Pietro Barbano Leiter der Mission.

## Organisation und Hintergründe
Militärisch abgesichert wird EULEX Kosovo von der KFOR-Truppe der NATO, die im Auftrag der Vereinten Nationen auch weiterhin Ausschreitungen in dem multi-ethnischen Gebiet verhindern soll, dessen Bewohner sich zu Albanien bzw. Serbien zugehörig oder als Bürger des unabhängigen Kosovo sehen.
Die Mission basiert auf einer Gemeinsamen Aktion des EU-Rates im Rahmen der Gemeinsamen Außen- und Sicherheitspolitik. Die völkerrechtliche Befugnis zur Durchführung der Mission stützt der Rat auf einzelne Absätze der Resolution 1244 des UN-Sicherheitsrates vom 10. Juni 1999, die in einer Gesamtschau die Entsendung der Mission legitimierten. Allerdings ist diese Ansicht problematisch, da sich Resolution 1244 nach bislang verstandener Lesart allein auf eine internationale zivile Präsenz unter der Leitung der Vereinten Nationen (UNMIK) bezieht; ein derartiger EU-Einsatz ist dort nicht vorgesehen. Die Rechtmäßigkeit der Mission wird daher z. B. von Serbien und Russland bestritten. Auch vom UN-Sicherheitsrat ist aufgrund der unterschiedlichen Haltungen seiner ständigen Mitglieder zur Kosovo-Frage keine bestätigende Resolution zu erwarten.
Zeitgleich mit der Einrichtung von EULEX Kosovo hat die EU den Posten des Sonderbeauftragten der Europäischen Union im Kosovo geschaffen und mit dem Niederländer Pieter Feith besetzt. Der Sonderbeauftragte soll die politischen Ziele der Europäischen Union im Kosovo umsetzen:

„Zu diesen Zielen gehört es, eine führende Rolle bei der Stärkung der Stabilität in der Region und der Umsetzung einer Regelung für den künftigen Status des Kosovos zu übernehmen, um zu einem stabilen, lebensfähigen, friedlichen, demokratischen und multi-ethnischen Kosovo zu gelangen, der auf der Grundlage gutnachbarschaftlicher Beziehungen zu Zusammenarbeit und Stabilität in der Region beiträgt und der sich der Rechtsstaatlichkeit und dem Schutz von Minderheiten und des kulturellen und religiösen Erbes verpflichtet.“

Insbesondere soll er dem Leiter der EULEX Kosovo vor Ort politische Handlungsempfehlungen erteilen.
Die Kosten der ersten 16 Monate der Mission wurden initial mit 205 Millionen Euro veranschlagt.
Die Mission war ursprünglich bis zum 14. Juni 2010 befristet. Infolge vierfacher Verlängerung endet sie nach derzeitigem Stand am 14. Juni 2018. Das Hauptquartier befindet sich in der kosovarischen Hauptstadt Pristina.
Deutschland ist mit circa 80 Polizisten und 35 zivilen Experten beteiligt.
Die EULEX hat auch eine eigene Spezialeinheit, die EULEX IG, welche Einsätze gegen das organisierte Verbrechen durchführt oder wichtige Personen schützt.

## Entwicklung
Ein kleiner sichtbarer Erfolg der Mission war die Öffnung zweier Grenzübergänge der verfeindeten Nachbarstaaten Serbien und Kosovo Mitte Dezember 2012. Die gemeinsame Verwaltung von Grenzübergängen zwischen den Ländern begann in Jarinje (Nordkosovo) und Merdare (Süd-Serbien). Der Kompromiss der Grenzverwaltung war von der Europäischen Union durchgesetzt worden. Die EU machte ihn unter anderem zu einer Voraussetzung für die weitere Annäherung Serbiens an die EU.
Im August 2016 gab die EU bekannt, das Personal bis Dezember des gleichen Jahres von 1.600 auf 800 zu halbieren. Dies stehe im Zusammenhang mit der Übernahme größerer Verantwortungsbereiche durch die Justiz- und Polizeibehörden Kosovos.

## Kritik
Die EULEX geriet in die Kritik, weil durch Mitarbeiter der Kommission korrupte lokale Politiker vor der Justiz gedeckt wurden und diese Kommissionsmitarbeiter auch selbst unter Korruptionsverdacht gerieten. Laut Andrea Capussela, einem ehemaligen hohen Beamten der Mission, bestand die EULEX-Politik von 2008 bis 2013 darin, sich nicht in die Interessen der politischen Elite einzumischen oder dies nur zu tun, um die Glaubwürdigkeit der EULEX zu schützen, und in diesen Fällen das minimal notwendige Ergebnis zu erzielen: „Von den 15 größeren Fällen, in denen Eulex Anklage erhoben hat, wurden sieben durch Druck von außen erzwungen. Das Verhalten von Eulex in diesen 15 Fällen - den acht ignorierten und den sieben unter Druck eingeleiteten - deutet darauf hin, dass die Mission dazu neigte, Verbrechen auf höchster Ebene nicht zu verfolgen, und wenn sie es tun musste, versuchte sie, prominente Persönlichkeiten nicht anzuklagen oder zu verurteilen. Die von Eulex an den Tag gelegte Passivität hat stattdessen die scheinbare Unantastbarkeit der Elite bestätigt und das verstärkt, was treffend als gläserne Decke der Rechenschaftspflicht im Kosovo bezeichnet worden ist.“ Vergleichbare Kritik wurde ebenso gegen die United Nations Interim Administration Mission in Kosovo (UNMIK) erhoben.

## Einschätzungen
Die linksnationalistische Partei Vetëvendosje! gehört zu den größten Gegnern der EU-Mission. Sie ist mit einer internationalen Präsenz und Beobachtung im Kosovo nicht einverstanden und fordert die völlige Souveränität der Republik Kosovo, kein „EU-Protektorat“. Die kritische Haltung der Partei ist nicht neu: auch schon gegen die UNO-Mission UNMIK hat Vetëvendosje! ‚Selbstbestimmung!‘ mit vielen Demonstrationen, Kundgebungen und Aktionen seine Protesthaltung bekundet.